# 舟倉由佑子
舟倉 由佑子（ふなくら ゆうこ、1960年9月16日 - ）は、日本の女優。本名、舟倉 環。旧芸名、舟倉 たまき。身長161cm、体重44kg。東映俳優センターに所属していた。
出生地は長崎県佐世保市。その後兵庫県西宮市で育つ。夙川学院高等学校卒業。

## 来歴・人物
妹がいる。将来は体育の先生になりたかったと話していたほど、子供の頃から活発でスポーツ万能だったという。高校生時代の部活はテニス部だった。
高校2年生だった1977年11月、大阪市の梅田駅近辺で東映の関係者にスカウトされる。
東映京都撮影所で研修後、1978年4月東映入社。1978年の東映映画『トラック野郎・一番星北へ帰る』でデビュー。
1979年の映画『喧嘩道』では、ヒロイン役に抜擢された。
1979年のテレビドラマ『燃えろアタック』（ANB）では、荒木由美子演じるヒロインが所属するバレーボール部のキャプテンである藤田陽子役でレギュラー出演。それまでバレーボールは経験が無く、これの出演が決まった時に高校のバレーボール部で特訓を受けていた。
1980年、『桃太郎侍』（日本テレビ）に、居酒屋「みちのく」のお手伝い・おたま役でレギュラー出演した。

## 出演

### テレビドラマ
- 燃えろアタック（1979年 - 1980年、ANB / 東映） - 藤田陽子
- 土曜ワイド劇場（ANB）
  - 渓流釣りシリーズ 第1作「殺意の三面峡谷」（1979年） - 菱川奈美
  - 三毛猫ホームズシリーズ 第5作「三毛猫ホームズの運動会」（1983年、東映） - 立川信子
- 銭形平次 第701話「花の若衆変化」（1980年、CX / 東映）
- 電子戦隊デンジマン（1980年、ANB / 東映） - デンジ姫
  - 第45話「二人いたデンジ姫」 - 有明夕子
- 生徒諸君（1980年 - 1981年、ANB / 東映） - 杉山淑子先生
- 桃太郎侍（NTV / 東映） - おたま
  - 第206話「さようなら! すずめちゃん」 - 第231話「お伊勢参りは御難旅」（1980年 - 1981年）
  - 第247話「渡世の意地通します」（1981年）
- 遠山の金さん 第17話「花の侠客! 国定忠治江戸日記」（1982年、ANB / 東映） - お千代
- 江戸を斬る（TBS / C.A.L）
  - 江戸を斬るV 第13話「酔っていた目撃者」（1983年） - お露
  - 江戸を斬るVII 第17話「闇を走る暗殺集団」（1987年） - お久
  - 江戸を斬るVIII 第6話「義賊を騙る悪い奴」（1994年） - お静
- 西部警察シリーズ（ANB / 石原プロ）
  - 西部警察 第89話「もう一つの勲章」（1981年） - 島本和江
  - 西部警察 PART-III（1984年）
    - 第51話「ターゲット・X - 鳩村、絶体絶命!-」 - 新藤由香
    - 第66話「たった一人の挑戦」 - 佐竹裕子
- ポーラテレビ小説 / 愛をひとつまみ（1981年 - 1982年、TBS） - 水野美子
- 水戸黄門（TBS / C.A.L）
  - 第12部 第13話「御老公を爆殺せよ！ -高松-」（1981年11月23日） - お咲
  - 第13部 第22話「復讐!化け猫騒動 -佐賀-」（1983年3月14日） - お絹
  - 第15部（1985年）
    - 第19話「父娘救った主君の鎧 -備中松山-」 - 大西茜
    - 第36話「代官にされたドジな掏摸 -岡部-」 - お光

  - 第16部
    - 第7話「花火に賭けた父娘の意地 -岡崎-」（1986年6月9日） - おきわ
    - 第38話「命を賭けた用水路 -小山-」（1987年1月12日） - 美鈴

  - 第17部 第11話「命に替えた正義の剣 -膳所-」（1987年11月9日） - たか
  - 第18部 第9話「悪計暴いた白頭巾 -諏訪-」（1988年11月7日） - 志津
  - 第19部 第27話「邪念払った鬼瓦 -深谷-」（1990年4月2日） - お英
  - 第20部 第27話「銘酒守った身代わり花嫁 -広島-」（1991年5月13日） - 安芸鶴お久
  - 第22部 第21話「妻をも騙した武士の真実 -萩-」（1993年10月4日） - 琴路
  - 第23部
    - 第1話「水戸黄門 -水戸-」（1994年8月1日）、第11話「陰謀渦巻く加賀百万石 -金沢-」（1994年10月17日） - 深尾の方　※準レギュラー
    - 第22話「白いお髭の意地比べ -萩-」（1995年1月9日） - おしげ

  - 第25部　第15話「忘れられた格さん」 (1997年4月7日)  - 美沙
  - 水戸黄門外伝 かげろう忍法帖 第6話「百花繚乱夢芝居」（1995年6月26日） - 坂東梅之丞
  - 第24部 第7話「だんごを盗ったお姫様 -姫路-」（1995年10月30日） - お甲の方
  - 第28部 第34話「日の本一の謎の影武者 -博多-」（2000年11月20日） - お由里の方
- 文吾捕物帳 第4話「笑う死人たち」（1981年、ANB / 三船プロ）
- 大江戸捜査網 第556話「井戸掘り異聞 殺しの水脈」（1982年、TX / 三船プロ） - おみの
- 源九郎旅日記 葵の暴れん坊 第5話「誰がために鍔は鳴る」（1982年、ANB / 東映） - おくみ
- 噂の刑事トミーとマツ 第2シリーズ（1982年、TBS / 大映テレビ）
  - 第18話「死ぬゥ! 廃車場の人間スクラップ」 - 矢沢杏子
  - 第38話「マツが妊娠? 課長突撃の恐怖」 - 宮本純子
- ザ・ハングマンII 第12話「ギャラは人妻! 売れっ子評論家を吊せ」（1982年 ABC / 松竹芸能） - 幸田友美
- 必殺シリーズ（ABC / 松竹）
  - 必殺仕事人III 第6話「女牢に目を付けたのは主水」（1982年） - お栄
  - 必殺仕事人V・旋風編 第14話「主水、大奥の鶴を食べて失業する」（1987年） - 大奥女中・滝山
- 大岡越前（TBS / C.A.L）
  - 第6部 第20話「死を賭けた潜入」（1982年7月19日） - お澄 役 ※舟倉たまき名義
  - 第9部 - 第14部（1985年 - 1996年） - 千鶴
- 流れ星佐吉 第11話「首すっ飛んで大悲鳴!」（1984年、KTV / 松竹）
- 化粧[9]（1985年1月3日、KTV / 松竹）[10]
- 火曜サスペンス劇場 / 結婚（1986年、NTV / オフィス・ヘンミ）
- おんな風林火山（1986年、TBS） - お市の方
- パパはニュースキャスター 第1話「こんばんわ、田村正和です」（1987年、TBS） - 宮前真知枝
- 暴れん坊将軍シリーズ（ANB / 東映）
  - 暴れん坊将軍III 第84話「夫婦そば危機一髪!」 （1989年） - おかん
  - 暴れん坊将軍IV 第35話「雪国からの椿姉妹」（1991年） - おみの
  - 暴れん坊将軍VI 第46話「美女を泣かせる鬼十手」（1995年） - おもん
  - 暴れん坊将軍IX 第3話「私の子を返して! さらわれた妊婦たち」（1998年） - 千尋
- 土曜ドラマスペシャル / おやじのひげ 第5作（1989年6月3日、TBS）
- 燃えよ剣 第1部 第2部（1990年、TX）- お町
- 刑事貴族2 第12話「父と娘の絆」（1991年、NTV / 東宝）
- 将軍家光忍び旅 第1シリーズ 第20話「鈴鹿、なみだの夫婦唄」（1991年、テレビ朝日 / 東映） - お市 役
- お助け同心が行く! 第6話「偽証(うそ)」（1993年、TX / G・カンパニー） - 京女
- 月曜ドラマスペシャル / 弁護士芸者のお座敷事件簿 第4作（1999年1月25日、TBS）

### 映画
- トラック野郎・一番星北へ帰る（1978年、東映） - 石川鮎子
- 喧嘩道（1979年、東映） - 香織
- 仮面ライダー 8人ライダーVS銀河王（1980年、MBS / 東映） - 真樹泉[11][12]（オープニングクレジットでは“泉”のみの表記。）
- 夢一族 ザ・らいばる（1979年、東映） - 女子行員
- 電子戦隊デンジマン（1980年、ANB / 東映） - デンジ姫
- ダンプ渡り鳥（1981年、東映）
- 制覇（1982年、東映）- 敏子

## 音楽

### シングルレコード
1. 「気分はレッド・シャワー／Baby，yes I do」1980年4月25日
  - 気分はレッド・シャワー
    - 作詞：三浦徳子／作曲：林哲司／編曲：林哲司
    - 牛乳石鹸CMソング（本人もCMに出演）

  - Baby，yes I do
    - 作詞：三浦徳子／作曲：林哲司／編曲：林哲司

  - 「舟倉たまき」名義[2]。
2. 「化粧／哀しみのペリエ」1984年12月21日
  - 化粧
    - 作詞：大津あきら／作曲：木森敏之／編曲：不明
    - フジテレビ系正月ドラマスペシャル「化粧」主題歌[10]

  - 哀しみのペリエ
    - 作詞：不明／作曲：不明／編曲：不明

  - 「舟倉由佑子」名義。